# Averyho–MacLeodův–McCartyho experiment

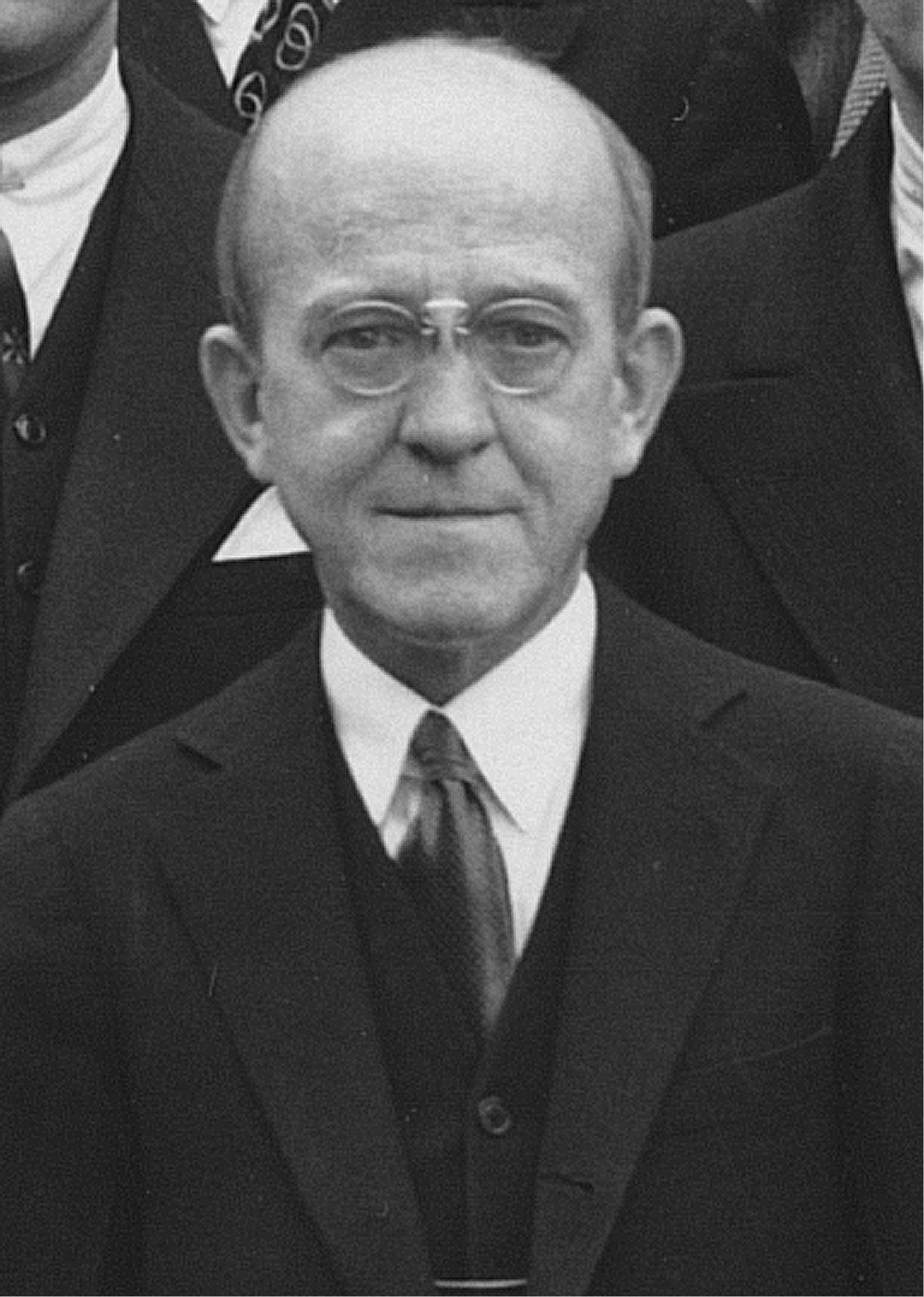
Oswald Avery

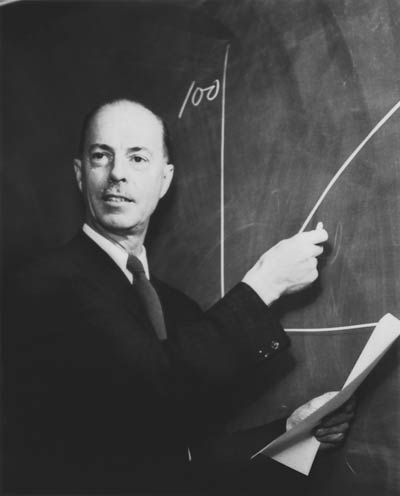
Colin MacLeod

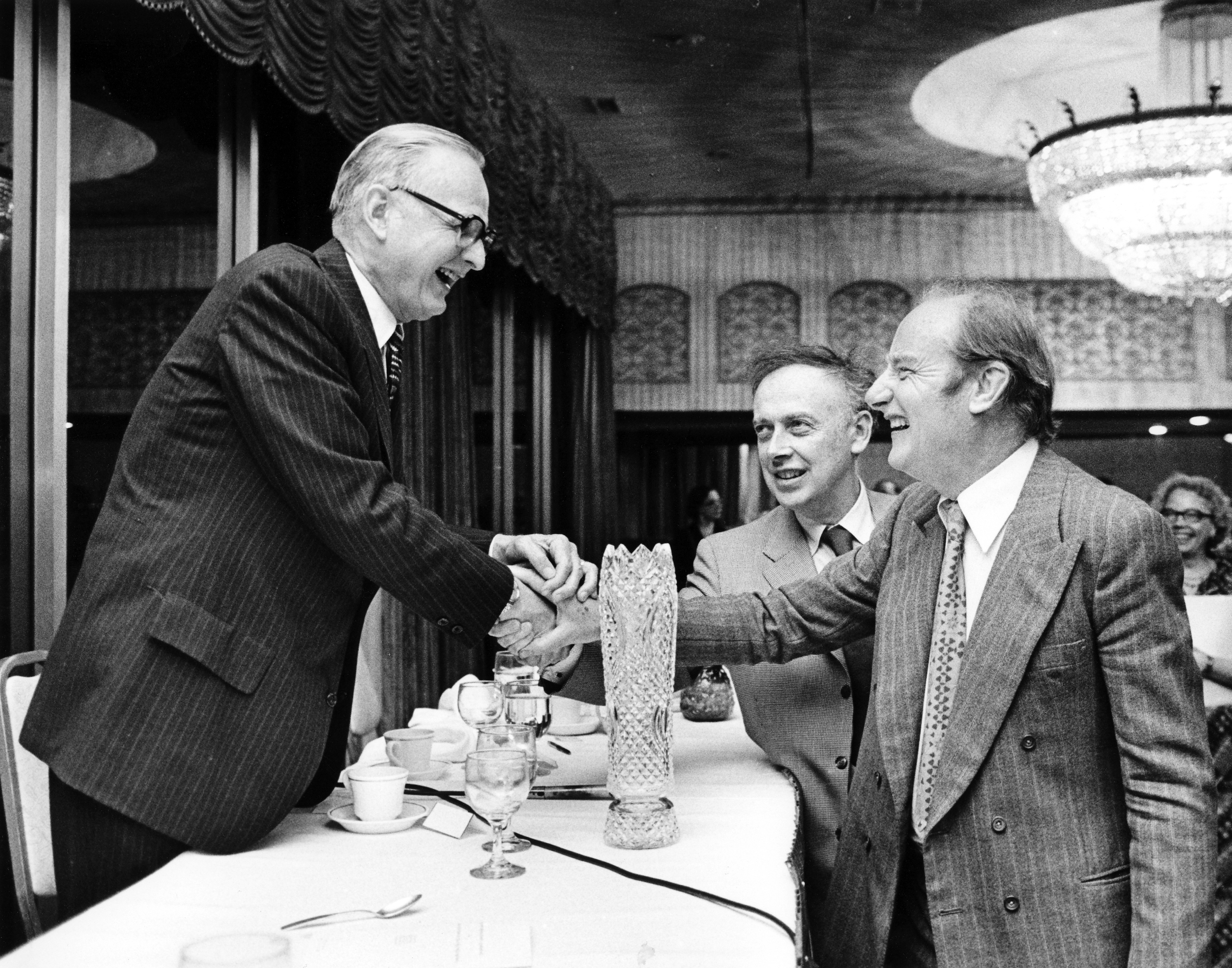
Maclyn McCarty (s Watsonem a Crickem)

Oswald Avery, Colin Munro MacLeod a Maclyn McCarty v únoru roku 1944 publikovali výsledky experimentu, který dokázal, že DNA je genetickým materiálem buněk. Studie se zabývá chemickou povahou tzv. transformačního principu, který způsobuje změnu virulence pneumokokových bakterií (Streptococcus pneumoniae). Článek vyšel pod názvem Studies on the chemical nature of the substance inducing transformation of pneumococcal types. V závěru své studie uvedli:
Předkládané výsledky jsou ve shodě s vírou, že nukleová kyselina deoxyribózového typu je fundamentální podstatou transformačního principu pneumokoků typu III.

## Princip
Avery, MacLeod a McCarty do velké míry navazovali na Griffithův experiment, provedený patnáct let předtím Frederickem Griffithem. Ten míchal živé a mrtvé kmeny různě virulentních pneumokoků a zjistil, že směs nevirulentních (neškodných) živých bakterií s mrtvými virulentními pneumokoky dá vzniknout živým virulentním bakteriím. Tím prokázal, že bakterie mohou přijímat jistý „transformační princip“ (vlastně genetický materiál) z okolního prostředí. Tento proces se dnes běžně označuje jako transformace.
Trojice amerických vědců z Rockefeller Institute for Medical Research chtěla zjistit, co je z chemického hlediska oním transformačním principem. V té době se mělo za to, že za dědičnost jsou zodpovědné spíše proteiny. Avery, MacLeod a McCarty provedli celou řadu analytických metod (chemické, enzymatické a sérologické, ale i elektroforézu, ultracentrifugaci a UV spektroskopii) a rozpoznali, že transformační princip se z 99,9 % skládá z DNA a není možné v transformačním principu detekovat jinou organickou látku. Připouštěli sice možnost, že je za transformaci zodpovědné stopové množství nějaké jimi nedetekovatelné látky, nicméně v jejich prospěch hrály ještě další důkazy. Zejména smísili transformační princip s ribonukleázami a proteázami, které rozštěpily všechny bílkoviny a RNA. I za těchto okolností však transformační princip nebyl deaktivován (rozložen), takže se nejedná o RNA ani o protein.